# Gesa Felicitas Krause
Gesa Felicitas Krause (Ehringshausen, 3 augustus 1992) is een atlete uit Duitsland.
In 2011 werd Krause Europees kampioene O20 op het onderdeel 3000 meter steeple.
In 2016 en 2018 werd ze Europees kampioene, en van 2015 tot 2019 werd ze nationaal kampioene van Duitsland.
Krause nam driemaal deel aan de Olympische Zomerspelen, telkens aan het onderdeel 3000 meter steeple.
Op de Olympische Zomerspelen van Londen werd ze daarbij zevende.
Bij de Olympische Zomerspelen van Rio de Janeiro in 2016 werd ze zesde.
En op de uitgestelde Zomerspelen van Tokio in 2021 werd ze vijfde.

## Persoonlijke records
Outdoor
| Onderdeel         | Prestatie | Plaats                                    | Datum      |
| ----------------- | --------- | ----------------------------------------- | ---------- |
| 800m              | 2:04.45   | Dessau (GER)                              | 08.06.2018 |
| 1000m             | 2:41.59   | Wehrheim (GER)                            | 31.07.2011 |
| 1500m             | 4:06.99   | Olympiastadion, Stockholm (SWE)           | 16.06.2016 |
| Mile              | 4:29.58   | Bislett Stadion, Oslo (NOR)               | 09.06.2016 |
| 3000m             | 9:02.04   | Blankers-Koen Stadion, Hengelo (NED)      | 24.05.2015 |
| 5000m             | 15:24.53  | Shanghai Stadium, Shanghai (CHN)          | 13.05.2017 |
| 2000mSC           | 5:52.80   | Olympiastadion, Berlin (GER)              | 01.09.2019 |
| 3000mSC           | 9:03.30   | Khalifa International Stadium, Doha (QAT) | 30.09.2019 |
| 5 km Road         | 16:14     | Trier (GER)                               | 31.12.2015 |
| 10 km Road        | 33:29     | Paderborn (GER)                           | 04.04.2015 |
| Half Marathon     | 1:12:16   | Berlin (GER)                              | 08.04.2018 |
| afstandsestafette | 11:06.14  | T. Robinson Stadium, Nassau (BAH)         | 02.05.2015 |

Indoor
| Onderdeel    | Prestatie | Plaats                              | Datum      |
| ------------ | --------- | ----------------------------------- | ---------- |
| 800m ind.    | 2:06.76   | Leichtathletik-Halle, Erfurt (GER)  | 02.02.2021 |
| 1500m ind.   | 4:08.91   | Messehalle, Karlsruhe (GER)         | 06.02.2016 |
| 3000m ind.   | 8:49.43   | Emirates Arena, Glasgow (GBR)       | 20.02.2016 |
| 2000mSC ind. | 6:02.60   | Helmut-Körnig-Halle, Dortmund (GER) | 07.02.2021 |

bijgewerkt september-2021